# Periciclo

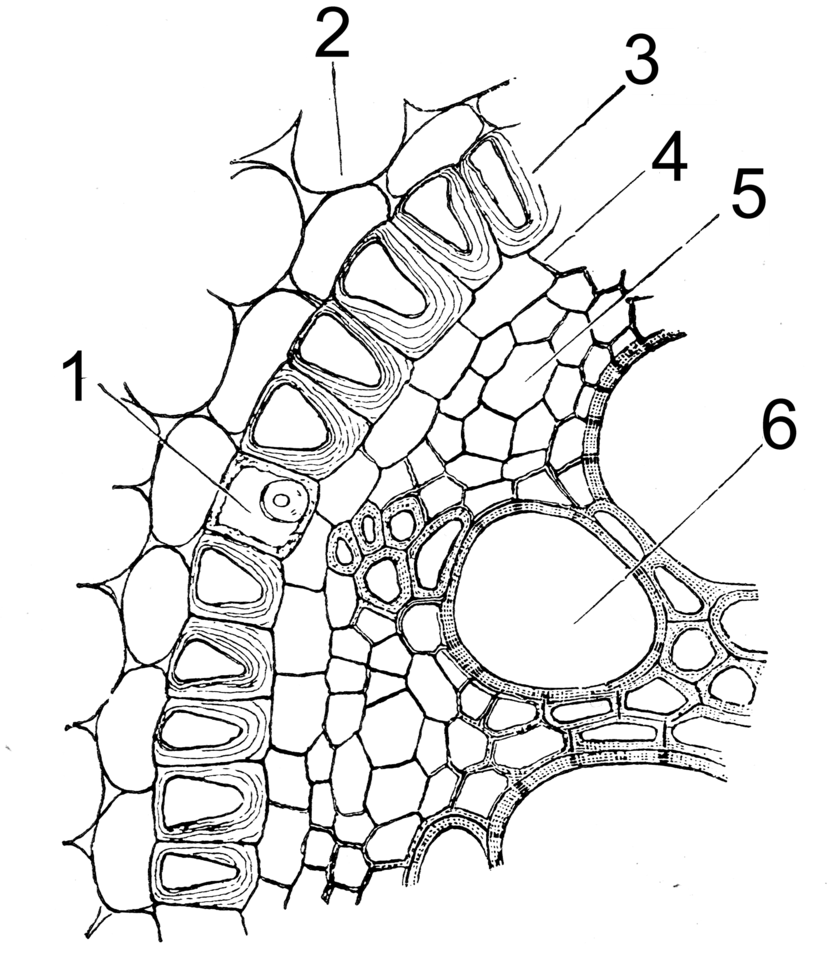
Anatomía de la raíz primaria de Iris florentina. 1. Célula de paso de la endodermis), 2. Célula del parénquima cortical o córtex, 3. Endodermis, con sus células con engrosamiento en forma de «U», 4. Células del periciclo, 5. Células del floema, 6. Elemento de vaso del xilema

En botánica, el periciclo es un tejido que rodea al cilindro vascular de la raíz de las plantas vasculares. Este tejido está formado por una o varias capas de células, como es el caso de las gimnospermas y de algunas angiospermas, entre ellas varias especies de gramíneas. El periciclo puede estar ausente en casos excepcionales, como ocurre en las plantas acuáticas y en las plantas parásitas. Las células del periciclo son parenquimáticas, de paredes delgadas, alargadas, rectangulares en sección longitudinal. Puede contener laticíferos y conductos secretores. En ciertas oportunidades la capa de células que lo forman queda interrumpida por la diferenciación de elementos del xilema y floema.
En las espermatófitas el periciclo tiene actividad meristemática, es decir, funciona como un meristema, ya que origina parte del cámbium, el felógeno y las raíces laterales. En las plantas monocotiledóneas que no sufren crecimiento en grosor el periciclo a menudo se esclerifica en las raíces viejas.